# Yu Han
Yu Han (* 10. Februar 1992) ist eine chinesische Poolbillardspielerin. Sie wurde 2013 und 2016 Weltmeisterin in der Disziplin 9-Ball.

## Karriere

### Einzel
Nachdem sie 2007 das Halbfinale und 2008 das Viertelfinale der All Japan Championship erreicht hatte, gewann Yu Han das Turnier 2009 durch einen Finalsieg gegen die Südkoreanerin Lim Yun-mi. Darüber hinaus erreichte sie 2009 das Achtelfinale der Amway World Open und den 17. Platz bei den China Open. 2010 schaffte sie es bei den Amway World Open ins Viertelfinale und bei der 10-Ball-Weltmeisterschaft ins Achtelfinale. Nachdem sie bei den Philippines Open und bei den China Open 2011 ebenfalls die Runde der letzten 16 erreicht hatte, zog sie im September 2011 bei der WPA-9-Ball-WM erstmals ins Halbfinale einer Weltmeisterschaft ein, unterlag dort jedoch ihrer Landsfrau Chen Siming mit 7:9. Im November 2011 schied sie im Halbfinale der 10-Ball-WM gegen die spätere Weltmeisterin Kelly Fisher aus. Wenige Tage später erreichte sie das Viertelfinale der All Japan Championship.
2012 erreichte Yu Han das Viertelfinale der 9-Ball-WM und das Achtelfinale der China Open. Im August 2013 zog sie bei der 9-Ball-Weltmeisterschaft nach Siegen gegen Allison Fisher und Tan Ho-yun ins Endspiel ein und wurde durch einen 9:1-Finalsieg gegen die Taiwanerin Lin Yuan-chun Weltmeisterin. Wenige Wochen später schied sie bei der 10-Ball-WM 2013 im Halbfinale aus. Im Juni 2014 gewann Yu Han durch einen 9:5-Sieg im Finale gegen die Südkoreanerin Kim Ga-young die China Open. Bei der 9-Ball-WM 2014 unterlag sie Kim im Viertelfinale mit 8:9. 2015 erreichte sie bei der Chinese 8-Ball World Championship sowie bei den China Open den dritten Platz und bei der 9-Ball-Weltmeisterschaft das Viertelfinale, in dem sie sich der Taiwanerin Chou Chieh-yu mit 5:9 geschlagen geben musste.
Im Juni 2016 erreichte Yu Han das Halbfinale des Amway Cups und unterlag dort der späteren Turniersiegerin Chezka Centeno mit 8:9. Zwei Monate später gewann sie durch 9:8-Finalsieg gegen Liu Shasha die China Open. Im Dezember 2016 wurde Yu Han durch einen 9:7-Sieg im Endspiel gegen die Japanerin Chihiro Kawahara zum zweiten Mal 9-Ball-Weltmeisterin. 2023 stand sie im Finale der WPA-10-Ball-Weltmeisterschaft der Damen, wo sie gegen Chezka Centeno verlor.

### Mannschaft
Mit der chinesischen Nationalmannschaft wurde Yu Han 2014 WM-Dritte.

## Erfolge
| All Japan Championship: | 2009       |
| 9-Ball-Weltmeisterin:   | 2013, 2016 |
| China Open:             | 2014, 2016 |